# Liste des distinctions d'Alicia Keys
Alicia Augello-Cook née  le 25 janvier 1981 à Harlem (New York), et plus connue sous le nom d'Alicia Keys est une chanteuse (auteure-compositrice-interprète), Pianiste, actrice et productrice américaine. Elle grandit dans le secteur de Hell's Kitchen, dans le quartier de Manhattan à New York, et reçoit, dès l’âge de 7 ans, une formation de musique classique. Après ses études secondaires à la prestigieuse Professional Performing Arts School (en) de Manhattan, d'où elle sort à ses 16 ans première de sa promotion avec le titre de Valedictorian, elle est admise à l’Université Columbia à New York, qu’elle quitte peu de temps après pour poursuivre sa carrière musicale avec Columbia Records, puis avec J Records (1999) sous la tutelle de Clive Davis et de son manager Jeff Robinson qui l’avait repérée alors qu'elle n'avait que 16 ans.
Son premier album (Songs in A Minor) réalisé en juin 2001, contient 16 chansons avec la sortie de quatre singles ("Fallin'", "How Come U Don't Call Me Anymore?", "Girlfriend", "A Woman's Worth") qui s’imposeront successivement au Billboard Hot 100 Américain. L’album a été certifié six fois disque de platine par le RIAA (Recording Industry Association of America (RIAA). Le second Album d’Alicia Keys (The Diary of Alicia Keys), a été réalisé en décembre 2003; il contient 16 chansons et les 4 singles ("You Don't Know My Name", "If I Ain't Got You", "Diary" et "Karma") de l'album se sont encore bien imposés au Billboard (Hot 100) Américain. L’album a été certifié 4 fois disque de platine par le RIAA.
Le premier album Live (Unplugged) de Keys, sorti en décembre 2005 a été aussi certifié disque de platine par le RIAA. Ce 3e album contient 14 titres avec la sortie de deux singles : "Unbreakable" et "Every Little Bit Hurts" qui se sont brillamment imposés au Billboard Hot 100 (Américain). Le 4e album (3e album studio) de la chanteuse, As I Am contenant 16 titres, est  "porté" par 4 singles qui se sont bien placés dans le Billboard Hot 100 (Américain) : "No One" (spécialement), "Like You'll Never See Me Again", "Teenage Love Affair" et "Superwoman". Une « deluxe edition » de l’album, sous-titré  As I Am: The Super Edition, a été réalisé en novembre 2008. Cela a généré le single "Another Way to Die". L’album a été certifié  triple disque de Platine par le RIAA.
Le 15 décembre 2009, Alicia Keys sort son 5e album (4e Album studio) qui contient 14 titres, avec la sortie de deux singles ("Doesn't Mean Anything" et "Try Sleeping With A Broken Heart"). L'album a été certifié disque de Platine par le RIAA.
Depuis le début de sa carrière, Alicia Keys a déjà vendu plus de 30 millions de disques à travers le monde et a remporté de nombreux prix parmi lesquels: 12 Grammy Awards, 11 Billboard Music Awards, 5 American Music Awards, 3 World Music Awards, 3 MTV Europe Awards, 3 BET Awards, 14 NAACP Image Award, 7 Soul Train Music Awards, 3 Teen Awards, 3 People Choice Awards… Le 11 décembre 2009, la chanteuse a été classée par le magazine Américain Billboard parmi les 5 meilleurs artistes R&B/Hip-hop de la décennie 2000-2010. Celle que l’on surnomme depuis ses débuts l’artiste rebelle du neo-soul (New-York Times magazine) ou encore reine de la musique R&B/soul (Rolling Stone Magazine)… a récolté plusieurs prix dont les plus remarquables sont classifiés ici.

## American Music Awards
L’American Music Awards est une cérémonie annuelle qui a été créée en 1973 par Dick Clark. 
| Année | Travail nommé            | Catégorie                            | Résultat,  |
| ----- | ------------------------ | ------------------------------------ | ---------- |
| 2002  | Alicia Keys              | Artiste féminine favorite (Pop/Rock) | Nomination |
| 2002  | Alicia Keys              | Nouvel artiste favori (Pop/Rock)     | Lauréat    |
| 2002  | Alicia Keys              | Artiste feminine favorite (Soul/R&B) | Nomination |
| 2002  | Songs in A Minor         | Album favori (Soul/R&B)              | Nomination |
| 2002  | Alicia Keys              | Nouvelle Artiste Favorite, Soul/R&B  | Lauréat    |
| 2004  | Alicia Keys              | Artiste feminine Favorite, Soul/R&B  | Lauréat    |
| 2004  | The Diary of Alicia Keys | Album Soul/R&B favori                | Nomination |
| 2008  | Alicia Keys              | Artiste feminine Favorite (Pop/Rock) | Nomination |
| 2008  | As I Am                  | Meilleur Album, Pop/Rock             | Lauréat    |
| 2008  | Alicia Keys              | Artiste feminine Favorite, Soul/R&B  | Nomination |
| 2008  | As I Am                  | Meilleur Album, Soul/R&B             | Lauréat    |
| 2008  | Alicia Keys              | Artiste de l’année                   | Nomination |

## ASCAP Awards
Les ASCAP Awards sont tenus annuellement par  l’American Society of Composers, Authors and Publishers (Société Américaine des Auteurs-Compositeurs et éditeurs.

### ASCAP Pop Awards
| Année | Travail nommé                    | Catégorie                            | Résultat, |
| ----- | -------------------------------- | ------------------------------------ | --------- |
| 2005  | "If I Ain't Got You"             | Chanson la plus jouée (au radio, TV) | Lauréat   |
| 2005  | You Don't Know My Name           | Chanson la plus jouée (au radio, TV) | Lauréat   |
| 2009  | No One                           | Chanson la plus jouée (au radio, TV) | Lauréat   |
| 2010  | Empire State Of Mind feat. Jay-Z | Chanson la plus jouée (au radio, TV) | Lauréat   |

### ASCAP Rhythm & Soul Awards
| Année | Travail nommé                  | Catégorie                                 | Résultat, |
| ----- | ------------------------------ | ----------------------------------------- | --------- |
| 2005  | Alicia Keys                    | Auteur-Compositeur de l’année             | Lauréat   |
| 2005  | If I Ain't Got You             | Meilleure chanson de l’année, R&B/Hip-Hop | Lauréat   |
| 2009  | Alicia Keys                    | Golden Note Award                         | Lauréat   |
| 2009  | Like You'll Never See Me Again | Meilleure chanson de l’année, R&B/Hip-Hop | Lauréat   |
| 2009  | No One                         | Ascap R&B/Hip-Hop Award                   | Lauréat   |
| 2009  | Teenage Love Affair            | Ascap R&B/Hip-Hop Award                   | Lauréat   |

## BET Awards
Le BET Awards fut établi in 2001 par le réseau BET (Black Entertainment Television) pour récompenser les Afro-Américains, ainsi le peuple minoritaire[pas clair] dans les catégories de la musique, du cinéma, sport… La cérémonie (BET Awards) a lieu chaque année et est diffusée en direct sur la chaîne de télévision BET.
| Année | Travail nommé                    | Catégorie                                   | Résultat,  |
| ----- | -------------------------------- | ------------------------------------------- | ---------- |
| 2002  | Alicia Keys                      | Meilleur nouvel artiste                     | Lauréat    |
| 2002  | Alicia Keys                      | Meilleur nouvel artiste feminine, R&B       | Nomination |
| 2002  | Fallin'                          | Choix des téléspectateurs                   | Nomination |
| 2004  | "You Don't Know My Name"         | Clip-Video de l’année                       | Nomination |
| 2005  | Alicia Keys                      | Meilleure nouvelle artiste feminine, R&B    | Lauréat    |
| 2005  | Alicia Keys feat. Usher          | Meilleure Collaboration                     | Nomination |
| 2008  | Like You'll Never See Me Again   | Meilleur Clip-Vidéo de l’année              | Nomination |
| 2008  | Alicia Keys                      | Meilleure nouvelle artiste feminine, R&B    | Lauréat    |
| 2008  | No One                           | Choix des téléspectateurs                   | Nomination |
| 2009  | Alicia Keys                      | Humanitarian Award (engagement humanitaire) | Lauréat    |
| 2010  | Alicia Keys                      | Meilleure artiste féminine R&B              | Lauréat    |
| 2010  | Empire State Of Mind Feat. Jay-Z | Choix des téléspectateurs                   | Nomination |
| 2010  | Empire State Of Mind Feat. Jay-Z | Meilleure Collaboration                     | Lauréat    |
| 2010  | Empire State Of Mind Feat. Jay-Z | Meilleur Clip de l'année                    | Nomination |

### BET Pre-Awards
| Année | Travail nommé                  | Catégorie                                                      | Résultat, |
| ----- | ------------------------------ | -------------------------------------------------------------- | --------- |
| 2008  | Teenage Love Affair            | Meilleure actrice dans un clip-vidéo – (drama Queens & Kingss) | Lauréat   |
| 2008  | Like You'll Never See Me Again | Meilleure actrice dans un clip-vidéo – (Hip-Hop Action)        | Lauréat   |

### BETJ Virtual Awards
The BETJ Virtual Awards est une cérémonie annuelle qui récompense les musiciens dans la catégorie de la Musique Jazz.
| Année | Travail nommé         | Catégorie                   | Résultat,  |
| ----- | --------------------- | --------------------------- | ---------- |
| 2008  | "Teenage Love Affair" | Chanson de l’année          | Nomination |
| 2008  | As I Am               | Album de l’année            | Nomination |
| 2008  | Alicia Keys           | Artiste feminine de l’année | Lauréat    |

## Billboard Music Awards
Le Billboard Music Awards est sponsorisé par le magazine américain Billboard et a lieu chaque année en décembre. Les récompenses prennent en compte les données de vente de CD (Nielsen SoundScan). 
| Année | Travail nommé        | Catégorie                                     | Résultat,  |
| ----- | -------------------- | --------------------------------------------- | ---------- |
| 2001  | Alicia Keys          | Artiste féminine de l’année                   | Lauréat    |
| 2001  | Alicia Keys          | Nouvel artiste féminine de l’année            | Lauréat    |
| 2001  | Alicia Keys          | Meilleur album de l’année (artiste féminine)  | Nomination |
| 2001  | Fallin'              | Hot 100 Singles de l’année                    | Nomination |
| 2001  | Alicia Keys          | Hot 100 Singles de l’année (artiste feminine) | Nomination |
| 2001  | Alicia Keys          | Artiste feminine de l’année, R&B/Hip-Hop      | Nomination |
| 2001  | Alicia Keys          | Nouvel artiste de l’année, R&B/Hip-Hop        | Lauréat    |
| 2001  | Songs in A Minor     | album de l’année, R&B/Hip-Hop                 | Nomination |
| 2004  | Alicia Keys          | Artiste féminine de l’année                   | Lauréat    |
| 2004  | Alicia Keys          | Hot 100 Auteur-compositeur de l’année         | Lauréat    |
| 2004  | Alicia Keys          | Hot 100 Artiste feminine de l’année           | Lauréat    |
| 2004  | "If I Ain't Got You" | Single de l’année, R&B/Hip-Hop                | Lauréat    |
| 2004  | "If I Ain't Got You" | Single de l’année, R&B/Hip-Hop (Airplay)      | Lauréat    |
| 2004  | Alicia Keys          | Artiste de l’année, R&B/Hip-Hop               | Lauréat    |
| 2004  | Alicia Keys          | Artiste de l’année, single R&B/Hip-Hop        | Lauréat    |

## Billboard R&B/Hip-Hop Awards
| Année | Travail nommé    | Catégorie                                      | Résultat, |
| ----- | ---------------- | ---------------------------------------------- | --------- |
| 2002  | Alicia Keys      | Meilleur nouvel artiste, R&B/Hip-Hop           | Lauréat   |
| 2002  | Songs in A Minor | Meilleur album, R&B/Hip-Hop                    | Lauréat   |
| 2002  | Songs in A Minor | Meilleur album, R&B/Hip-Hop (Artiste)          | Lauréat   |
| 2002  | Alicia Keys      | Meilleur album, R&B/Hip-Hop (Artiste féminine) | Lauréat   |
| 2005  | Alicia Keys      | Meilleur auteur-compositeur, R&B/Hip-Hop       | Lauréat   |
| 2005  | Alicia Keys      | Meilleur artiste feminine, R&B/Hip-Hop         | Lauréat   |

## BRIT Awards
Les BRIT Awards (Grande-Bretagne) est une céréemonie qui a lieu chaque année et qui récompense les musiciens dans la catégorie Pop…
| Année | Travail nommé    | Catégorie                                      | Résultat,  |
| ----- | ---------------- | ---------------------------------------------- | ---------- |
| 2002  | Alicia Keys      | Meilleur artiste feminine International        | Nomination |
| 2002  | Songs In A Minor | Meilleur album International                   | Nomination |
| 2004  | Alicia Keys      | Meilleur artiste feminine internationale       | Nomination |
| 2005  | Alicia Keys      | Meilleur artiste feminine internationale       | Nomination |
| 2008  | Alicia Keys      | Meilleure artiste feminine solo internationale | Nomination |

## ECHO Awards
Les ECHO Award sont une cérémonie qui a lieu chaque année et qui récompense les artistes en se basant les ventes d’albums de ceux-ci. 
| Année | Travail nommé | Catégorie                                          | Résultat,  |
| ----- | ------------- | -------------------------------------------------- | ---------- |
| 2002  | Alicia Keys   | Meilleur nouvel artiste international              | Lauréat    |
| 2002  | Alicia Keys   | Meilleur nouvel artiste international, R&B/Hip-Hop | Nomination |
| 2002  | Alicia Keys   | Meilleur nouvel artiste feminine international     | Nomination |

## Grammy Awards
Les Grammy Awards sont une cérémonie qui est organisée par le National Academy of Recording Arts and Sciences, et qui a lieu chaque année aux États-Unis.
| Année | Travail nommé                               | Catégorie                                                | Résultat,  |
| ----- | ------------------------------------------- | -------------------------------------------------------- | ---------- |
| 2002  | Alicia Keys                                 | Meilleur nouvel artiste                                  | Lauréat    |
| 2002  | "Fallin'"                                   | Meilleur enregistrement de l’année                       | Nomination |
| 2002  | "Fallin'"                                   | Meilleure chanson de l’année                             | Lauréat    |
| 2002  | "Fallin'"                                   | Meilleure performance vocale feminine                    | Lauréat    |
| 2002  | "Fallin'"                                   | Meilleure chanson R&B                                    | Lauréat    |
| 2002  | Songs in A Minor                            | Meilleur album R&B                                       | Lauréat    |
| 2005  | The Diary of Alicia Keys                    | Meilleur album de l’année                                | Nomination |
| 2005  | If I Ain't Got You                          | Chanson de l’année                                       | Nomination |
| 2005  | If I Ain't Got You                          | Meilleure performance vocale feminine (R&B)              | Lauréat    |
| 2005  | "Diary"                                     | Meilleure performance vocale pour un duo ou groupe (R&B) | Nomination |
| 2005  | My Boo (ft.Usher)                           | Meilleure performance vocale pour un duo ou groupe       | Lauréat    |
| 2005  | My Boo (ft.Usher)                           | Meilleure chanson R&B                                    | Nomination |
| 2005  | You Don't Know My Name                      | Meilleure chanson R&B                                    | Lauréat    |
| 2005  | The Diary of Alicia Keys                    | Meilleur album R&B                                       | Lauréat    |
| 2006  | "Unbreakable"                               | Meilleure performance vocale (R&B)                       | Nomination |
| 2006  | If This World Were Mine (ft. Jermaine Paul) | Meilleure performance vocale R&B pour un Duo ou Groupe   | Nomination |
| 2006  | If I Was Your Woman                         | Meilleure performance vocale (R&B traditionnel)          | Nomination |
| 2006  | Unbreakable                                 | Meilleure chanson R&B                                    | Nomination |
| 2006  | Unplugged                                   | Meilleur album R&B                                       | Nomination |
| 2008  | "No One"                                    | Meilleure performance vocale feminine (R&B)              | Lauréat    |
| 2008  | "No One"                                    | Meilleure chanson R&B                                    | Lauréat    |
| 2008  | Djin Djin (ft. Angélique Kidjo)             | Meilleur album mondial (Musique contemporaine)           | Lauréat    |
| 2009  | "Lesson Learned" (ft.John Mayer             | Meilleure collaboration vocale                           | Nomination |
| 2009  | Superwoman                                  | Meilleure performance vocale feminine, R&B               | Lauréat    |
| 2009  | Another Way to Die (ft. Jack White)         | Meilleur clip-vidéo                                      | Nomination |
| 2010  | "Empire State of Mind" (ft.Jay-Z)           | Meilleure collaboration Rap                              | Lauréat    |

## Latin Billboard Music Awards
Le Billboard Latin Music Awards est issu du programme Américain de Billboard Music Awards (Magazine Billboard). 
| Année | Travail nommé                    | Catégorie                         | Résultat, |
| ----- | -------------------------------- | --------------------------------- | --------- |
| 2010  | Alicia Keys                      | Croosover artiste de l’année      | Lauréat   |
| 2010  | Alicia Keys                      | Crossover Artiste Solo de l’année | Lauréat   |
| 2010  | Alejandro Sanz feat. Alicia Keys | Chanson Latine de l’année         | Lauréat   |

## MOBO Awards
Le MOBO Awards (Music of Black Origin) a été créé en 1996 par Kanya King. C’est une cérémonie qui a lieu chaque année en Grande-Bretagne et qui récompense chaque année les artistes, de toutes races ou nationalités, qui représentent la musique d’origine noire (music of black origin).
| Année | Travail nommé | Catégorie                                     | Résultat,  |
| ----- | ------------- | --------------------------------------------- | ---------- |
| 2006  | Alicia Keys   | Meilleure artiste feminine internationale     | Nomination |
| 2008  | Alicia Keys   | Meilleure actrice Internationale (clip-vidéo) | Nomination |
| 2008  | As I Am       | Meilleur Album                                | Nomination |

## MTV Video Music Awards
Le MTV Video Music Awards a été créé en 1984 par le MTV pour récompenser les chanteurs réalisant les meilleurs clip-vidéos de l’année.
| Année | Travail nommé      | Catégorie                                  | Résultat,  |
| ----- | ------------------ | ------------------------------------------ | ---------- |
| 2001  | Alicia Keys        | Meilleur nouvel artiste dans un clip-vidéo | Lauréat    |
| 2001  | Fallin'            | MTV2 Award                                 | Nomination |
| 2002  | A Woman's Worth    | Meilleur clip-vidéo R&B                    | Nomination |
| 2002  | A Woman's Worth    | Meilleur cinématographie (clip-vidéo)      | Nomination |
| 2004  | If I Ain't Got You | Meilleure actrice dans un clip-vidéo       | Nomination |
| 2004  | If I Ain't Got You | Meilleur clip-vidéo, R&B                   | Lauréat    |
| 2004  | If I Ain't Got You | direction artistique dans un clip-vidéo    | Nomination |
| 2005  | Karma              | Meilleur clip-vidéo, R&B                   | Lauréat    |

### MTV Africa Music Awards
Le MTV Africa Music Awards a été créé en 2008; c’est une cérémonie annuelle qui récompense les chanteurs dont les clip-vidéos ont été les plus populaires en Afrique.
| Année | Travail nommé | Catégorie             | Résultat |
| ----- | ------------- | --------------------- | -------- |
| 2008  | Alicia Keys   | Meilleur artiste, R&B | Lauréat  |

### MTV Europe Music Awards
Le MTV Europe Music Awards a été créé en 1994 par le « MTV Europe » pour récompenser les chanteurs dont les clip-vidéos sont les plus populaires en Europe.
| Année | Travail nommé | Catégorie                  | Résultat,  |
| ----- | ------------- | -------------------------- | ---------- |
| 2002  | Alicia Keys   | Meilleur artiste, R&B      | Lauréat    |
| 2004  | Alicia Keys   | Meilleure artiste féminine | Nomination |
| 2004  | Alicia Keys   | Meilleur artiste, R&B      | Lauréat    |
| 2005  | Alicia Keys   | Meilleure artiste féminine | Nomination |
| 2005  | Alicia Keys   | Meilleur artiste, R&B      | Lauréat    |
| 2008  | Alicia Keys   | Ultimate Urban             | Nomination |
| 2008  | As I Am       | Album de l’année           | Nomination |

## Music Choice Video Awards
Le MuchMusic Video Awards est une cérémonie annuelle présentée par la chaîne Canadienne "MuchMusic" (music video channel).
| Année | Travail nommé | Catégorie                                     | Résultat   |
| ----- | ------------- | --------------------------------------------- | ---------- |
| 2008  | "No One"      | Clip-vidéo le plus demandé/regardé de l’année | Nomination |

## NAACP Image Award
Le NAACP Image Award est une cérémonie annuelle présentée par le National Association for the Advancement of Colored People (association américaine pour l’avancement des minorités), qui honore les personnes exceptionnelles de couleur dans les domaines de la musique, du cinéma, de la littérature…
| Année | Travail nommé                      | Catégorie                                           | Résultat,  |
| ----- | ---------------------------------- | --------------------------------------------------- | ---------- |
| 2002  | Alicia Keys                        | Exceptionnel Nouvel Artiste                         | Lauréat    |
| 2002  | Songs in A Minor                   | Album exceptionnel                                  | Lauréat    |
| 2002  | "A Woman's Worth"                  | Chanson exceptionnelle                              | Lauréat    |
| 2002  | Fallin'                            | Chanson exceptionnelle                              | Nomination |
| 2002  | Alicia Keys                        | Artiste feminine exceptionnelle                     | Lauréat    |
| 2002  | "Fallin'"                          | Clip-vidéo exceptionnel                             | Nomination |
| 2002  | The 2001 MTV Video Music Awards    | Outstanding Performance in a Variety Series/Special | Nomination |
| 2005  | "If I Ain't Got You                | Exceptionne clip-vidéo                              | Lauréat    |
| 2005  | "If I Ain't Got You                | Chanson exceptionnelle                              | Lauréat    |
| 2006  | Alicia Keys                        | Artiste feminine exceptionnelle                     | Lauréat    |
| 2006  | "Unbreakable"                      | Chanson exceptionnelle                              | Lauréat    |
| 2006  | "Unbreakable"                      | Clip-vidéo exceptionnel                             | Lauréat    |
| 2006  | Unplugged                          | Album exceptionnel                                  | Nomination |
| 2008  | Alicia Keys                        | Artiste feminine exceptionnelle                     | Lauréat    |
| 2008  | Like You'll Never See Me Again     | Clip-vidéo exceptionnel                             | Lauréat    |
| 2008  | Like You'll Never See Me Again     | Chanson exceptionnelle                              | Lauréat    |
| 2008  | As I Am                            | Album exceptionnel                                  | Lauréat    |
| 2009  | Alicia Keys                        | Artiste feminine exceptionnelle                     | Nomination |
| 2009  | "Superwoman"                       | Clip-vidéo exceptionnel                             | Nomination |
| 2009  | "Superwoman"                       | Chanson exceptionnelle                              | Nomination |
| 2009  | The Secret Life of Bees            | Exceptionnelle actrice (in a Motion Picture)        | Nomination |
| 2010  | Alicia Keys                        | Artiste feminine exceptionnelle                     | Nomination |
| 2010  | "Empire State of Mind"             | Exceptionnel Duo, Group ou Collaboration            | Nomination |
| 2010  | "Empire State of Mind"             | Chanson exceptionnelle                              | Nomination |
| 2010  | "Try Sleeping with a Broken Heart" | Exceptionnel Clip-Video                             | Nomination |
| 2010  | The Element of Freedom             | Album Exceptionnel                                  | Nomination |
| 2013  | Alicia Keys                        | Artiste féminine                                    | Lauréat    |
| 2013  | Girl on fire                       | Clip vidéo                                          | Lauréat    |

## Nickelodeon Kids' Choice Awards
Le Nickelodeon Kids' Choice Awards a été créé en 1988. C’est une cérémonie annelle qui honore les meilleurs artistes, avec le vote des téléspectateurs de la chaîne de television Américaine Nickelodeon.
| Année | Travail nommé | Catégorie          | Résultat,  |
| ----- | ------------- | ------------------ | ---------- |
| 2005  | "My Boo"      | Chanson favorite   | Nomination |
| 2005  | Alicia Keys   | Chanteuse favorite | Lauréat    |
| 2006  | Alicia Keys   | Chanteuse favorite | Nomination |
| 2008  | Alicia Keys   | Chanteuse favorite | Lauréat    |
| 2009  | Alicia Keys   | Chanteuse favorite | Nomination |

## NRJ  Music Awards
| Année | Travail nommé            | Catégorie                                 | Résultat   |
| ----- | ------------------------ | ----------------------------------------- | ---------- |
| 2005  | The Diary of Alicia Keys | Album internationale de L'année           | Nomination |
| 2005  | Alicia Keys et Usher     | Meilleure Duo Internationale              | Nomination |
| 2005  | Alicia Keys              | Meilleure artiste féminine internationale | Nomination |
| 2008  | Alicia Keys              | Meilleure artiste féminine internationale | Nomination |
| 2010  | Alicia Keys              | Meilleure artiste féminine internationale | Nomination |
| 2010  | Jay-Z et Alicia Keys     | Meilleure duo internationale              | Nomination |
| 2013  | Alicia Keys              | Meilleure artiste féminine internationale | Nomination |

## People's Choice Awards
Le People's Choice Awards est une cérémonie annuelle qui récompense les artistes dans leur travail.
| Année | Travail nommé                            | Catégorie                     | Résultat,  |
| ----- | ---------------------------------------- | ----------------------------- | ---------- |
| 2005  | Alicia Keys                              | Favorite artiste féminine     | Lauréat    |
| 2009  | Alicia Keys                              | Favorite artiste féminine     | Nomination |
| 2009  | "No One"                                 | Chanson R&B Favorite          | Lauréat    |
| 2009  | "Another Way to Die"                     | Chanson Favorite (Soundtrack) | Nomination |
| 2009  | Star Favorite Star (35 ans & en dessous) | Alicia Keys                   | Nomination |
| 2010  | Alicia Keys                              | Meilleur artiste R&B          | Nomination |

## Satellite Awards
Le Satellite Awards  est une cérémonie annuelle organiséé par l’International Press Academy (Académie Internationale de la presse).
| Année | Travail nommé        | Catégorie                   | Résultat |
| ----- | -------------------- | --------------------------- | -------- |
| 2008  | "Another Way to Die" | Meilleure chanson originale | Lauréat  |

## Soul Train Music Awards
Le Soul Train Music Awards  (créé en 1987) est une cérémonie (nationale) annuelle qui récompense les Afro-Américaines. 
| Année | Travail nommé            | Catégorie                                           | Résultat,  |
| ----- | ------------------------ | --------------------------------------------------- | ---------- |
| 2002  | "Fallin'"                | Meilleur single (R&B/Soul) pour un artiste féminine | Nomination |
| 2002  | Songs in A Minor         | Meilleur Album R&B/Soul (artiste feminine)          | Lauréat    |
| 2002  | Songs in A Minor         | Album de l’année (R&B/Soul ou Rap)                  | Nomination |
| 2002  | Alicia Keys              | Meilleur nouvel artiste (R&B/Soul ou Rap)           | Lauréat    |
| 2002  | Alicia Keys              | Artiste de l’année                                  | Lauréat    |
| 2005  | "If I Ain't Got You      | Meilleur single R&B/Soul, pour un artiste féminine  | Lauréat    |
| 2005  | "My Boo" (ft. Usher)     | Meilleur single R&B/Soul pour un Duo or un Groupe   | Lauréat    |
| 2005  | The Diary of Alicia Keys | Meilleur album R&B/Soul pour un artiste féminine    | Lauréat    |
| 2006  | "Unbreakable"            | Meilleure single R&B/Soul pour un artiste féminine  | Nomination |

### Soul Train Lady of Soul Awards
Le Soul Train Lady of Soul Awards est une cérémonie qui récompense les accomplissements des artistes féminines dans l’industrie de la Musique. 
| Année | Travail nommé        | Catégorie                                         | Résultat,  |
| ----- | -------------------- | ------------------------------------------------- | ---------- |
| 2002  | Songs in A Minor     | Album de l’année (R&B/Soul), pour un artiste solo | Lauréat    |
| 2005  | "Karma"              | Meilleur single R&B/Soul, pour un artiste solo    | Nomination |
| 2005  | "If I Ain't Got You" | Chanson de l’année (R&B/Soul ou Rap)              | Lauréat    |

## Swiss Music Awards
Le Swiss Music Awards est une cérémonie annuelle qui récompense les chanteurs nationaux (suisses) et internationaux. 
| Année | Travail nommé | Catégorie                    | Résultat |
| ----- | ------------- | ---------------------------- | -------- |
| 2008  | As I Am       | Meilleur album international | Lauréat  |

## Teen Choice Awards
| Année | Travail nommé          | Catégorie            | Résultat,  |
| ----- | ---------------------- | -------------------- | ---------- |
| 2002  | Songs in A Minor       | Album élu            | Nomination |
| 2002  | "Fallin'"              | Single élu           | Lauréat    |
| 2002  | Alicia Keys            | Artiste feminine élu | Lauréat    |
| 2010  | The Element of Freedom | Album élu            | Nomination |
| 2010  | Alicia Keys            | Artiste feminine élu | Nomination |

## World Music Awards
Le World Music Awards, créé en 1989, est une cérémonie international qui a lieu chaque année et qui récompense les musiciens en se basant sur leurs ventes de disque, leur image publique… au niveau international.
| Année | Travail nommé | Catégorie                                    | Résultat, |
| ----- | ------------- | -------------------------------------------- | --------- |
| 2002  | Alicia Keys   | Meilleur artiste vendeur (R&B/Hip Hop)       | Lauréat   |
| 2004  | Alicia Keys   | Meilleur artist international vendeur (R&B)  | Lauréat   |
| 2008  | Alicia Keys   | Meilleur artiste international vendeur (R&B) | Lauréat   |

## Vibe Awards
Le Vibe Awards est une cérémonie annuelle qui récompense les artistes dans les domains de la musique hip hop, R&B et soul.
| Année | Travail nommé      | Catégorie            | Résultat,  |
| ----- | ------------------ | -------------------- | ---------- |
| 2004  | Alicia Keys        | Artiste de l’année   | Lauréat    |
| 2004  | If I Ain't Got You | Reelest Video        | Nomination |
| 2004  | Alicia Keys        | Voix R&B de l’année  | Nomination |
| 2004  | If I Ain't Got You | Meilleur chanson R&B | Lauréat    |